# Championnat du Pérou de football 1973
Navigation
Saison précédente Saison suivante
La saison 1973 du Championnat du Pérou de football est la quarante-cinquième édition du championnat de première division au Pérou. La compétition regroupe les dix-huit meilleures équipes du pays au sein d'une poule unique où elles s'affrontent deux fois au cours de la saison. Les six premiers se qualifient pour la Liguilla tandis que les trois derniers sont relégués et remplacés par les huit meilleures équipes de la Copa Perú, pour permettre l'expansion du championnat, de 18 à 22 clubs. Une autre équipe est reléguée, il s'agit de la moins bonne équipe de la province d'Arequipa, qui est la seule région (hors Lima) à avoir deux équipes en Primera División.
C'est le Defensor Lima qui remporte la compétition après avoir terminé en tête de la Liguilla, avec un seul point d'avance sur le tenant du titre, le Sporting Cristal et deux sur l'Universitario de Deportes. C'est le tout premier titre de champion du Pérou de l'histoire du club.

## Les clubs participants
| - Alianza Lima - Sport Boys - Atlético Chalaco - Promu de Segunda División - Universitario de Deportes - Atlético Torino - Club Centro Deportivo Municipal - Juan Aurich - FBC Melgar - Sportivo Huracán - Promu via la Copa Perú | - Atlético Grau - Cienciano del Cusco - Promu via la Copa Perú - Sporting Cristal - Deportivo SIMA - Defensor Lima - Unión Tumán - León de Huánuco - José Gálvez FBC - Colegio Nacional de Iquitos - Promu via la Copa Perú |

## Compétition
Le barème utilisé pour établir les différents classements est le suivant :
- Victoire : 2 points
- Match nul : 1 point
- Défaite, forfait ou abandon : 0 point

### Tournoi décentralisé
| Rang | Équipe                          | Pts | J  | G  | N  | P  | Bp | Bc | Diff |
| ---- | ------------------------------- | --- | -- | -- | -- | -- | -- | -- | ---- |
| 1    | Sporting Cristal (T)            | 45  | 34 | 18 | 9  | 7  | 49 | 28 | +21  |
| 2    | Universitario de Deportes       | 44  | 34 | 17 | 10 | 7  | 58 | 34 | +24  |
| 3    | FBC Melgar                      | 43  | 34 | 17 | 9  | 8  | 53 | 25 | +28  |
| 4    | Defensor Lima                   | 42  | 34 | 13 | 16 | 5  | 46 | 28 | +18  |
| 5    | Club Centro Deportivo Municipal | 42  | 34 | 15 | 12 | 7  | 49 | 34 | +15  |
| 6    | Alianza Lima                    | 41  | 34 | 15 | 11 | 8  | 55 | 32 | +23  |
| 7    | Atlético Chalaco (P)            | 38  | 34 | 13 | 12 | 9  | 47 | 43 | +4   |
| 8    | Sportivo Huracán (P)            | 34  | 34 | 13 | 8  | 13 | 40 | 49 | -9   |
| 9    | Cienciano del Cusco (P)         | 33  | 34 | 11 | 11 | 12 | 40 | 42 | -2   |
| 10   | Unión Tumán                     | 32  | 34 | 8  | 16 | 10 | 37 | 38 | -1   |
| 11   | Atlético Grau                   | 30  | 34 | 8  | 14 | 12 | 37 | 36 | +1   |
| 12   | León de Huánuco                 | 30  | 34 | 9  | 12 | 13 | 36 | 54 | -18  |
| 13   | Sport Boys                      | 28  | 34 | 11 | 6  | 17 | 47 | 56 | -9   |
| 14   | Juan Aurich                     | 28  | 34 | 7  | 14 | 13 | 38 | 53 | -15  |
| 15   | Colegio Nacional de Iquitos (P) | 26  | 34 | 8  | 10 | 16 | 39 | 56 | -17  |
| 16   | Atlético Torino                 | 26  | 34 | 8  | 10 | 16 | 35 | 57 | -22  |
| 17   | José Gálvez FBC                 | 25  | 34 | 7  | 11 | 16 | 37 | 56 | -19  |
| 18   | Deportivo SIMA                  | 25  | 34 | 7  | 11 | 16 | 24 | 46 | -22  |

|  | Qualification pour la Liguilla                                                             |
|  | Relégation en Segunda División                                                             |
|  | (T) : Tenant du titre (P) : Promu de Segunda División En italique : Formations de province |

### Liguilla
| Rang | Équipe                          | Pts | J  | G  | N  | P  | Bp | Bc | Diff |
| ---- | ------------------------------- | --- | -- | -- | -- | -- | -- | -- | ---- |
| 1    | Defensor Lima                   | 51  | 39 | 17 | 17 | 5  | 54 | 30 | +24  |
| 2    | Sporting Cristal (T)            | 50  | 39 | 20 | 10 | 9  | 55 | 33 | +22  |
| 3    | Universitario de Deportes       | 49  | 39 | 19 | 11 | 9  | 67 | 40 | +27  |
| 4    | Alianza Lima                    | 47  | 39 | 18 | 11 | 10 | 61 | 39 | +22  |
| 5    | Club Centro Deportivo Municipal | 46  | 39 | 17 | 12 | 10 | 54 | 40 | +14  |
| 6    | FBC Melgar                      | 44  | 39 | 17 | 10 | 12 | 57 | 37 | +20  |

|  | Qualification pour la Copa Libertadores 1974               |
|  | (T) : Tenant du titre En italique : Formations de province |

## Bilan de la saison
| Championnat du Pérou de football 1973 | |
| Champion                              | Defensor Lima (1er titre) |
| Qualifications continentales          | |
| Copa Libertadores 1974                | Defensor Lima |
| Copa Libertadores 1974                | Sporting Cristal |
| Promotions et relégations             | |
| Promus en Primera División            | Carlos A. Mannucci Alfonso Ugarte Atlético Barrio Frigorífico Deportivo Junín Piérola FBC Unión Huaral Walter Ormeño Unión Pesquero |
| Relégués en Segunda División          | Sportivo Huracán |
| Relégués en Segunda División          | Atlético Torino |
| Relégués en Segunda División          | José Gálvez FBC |
| Relégués en Segunda División          | Deportivo SIMA |